# Lucius Antonius Proculus

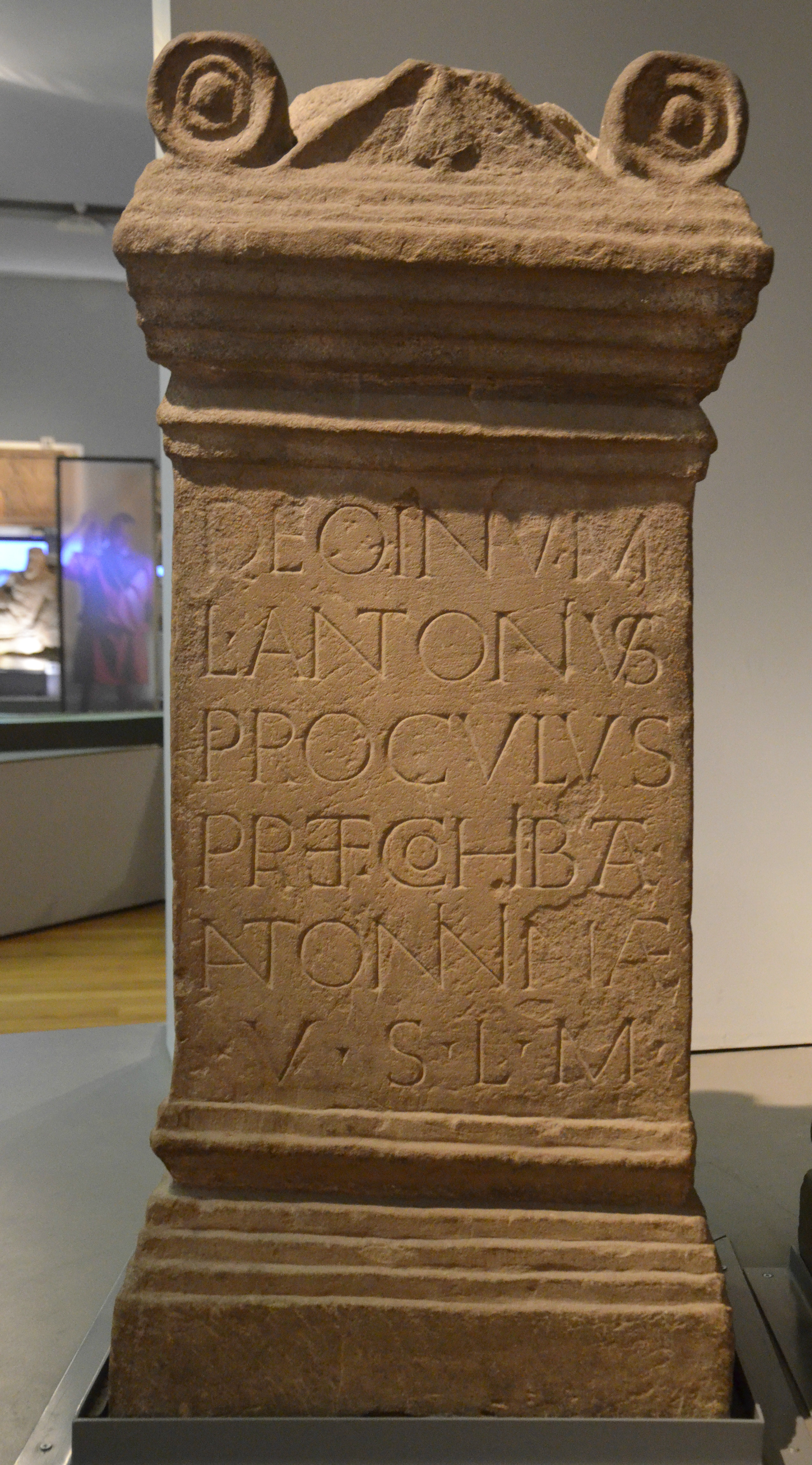
Der Altar mit der Inschrift

Lucius Antonius Proculus war ein im 3. Jahrhundert n. Chr. lebender Angehöriger des römischen Ritterstandes (Eques).
Durch eine Weihinschrift auf einem Altar, der beim Kastell Brocolitia gefunden wurde und der bei der Epigraphik-Datenbank Clauss-Slaby auf 211/222 datiert wird, ist belegt, dass Proculus Präfekt der Cohors I Batavorum Antoniniana war, die zu diesem Zeitpunkt in der Provinz Britannia stationiert war.